# Über die Durchführung einer Spezial-Militäroperation
„Über die Durchführung einer Spezial-Militäroperation“ (Russisch: О проведении специальной военной операции, O provedenii spetsialʹnoy voyennoy operatsii) ist der Titel einer Fernsehansprache, die der russische Präsident Wladimir Putin am 24. Februar 2022 hielt, um den russischen Überfall auf die Ukraine zu verkünden und rechtzufertigen.

## Die Rede
Präsident Putin wandte sich am 24. Februar 2022 um 05:30 Uhr Moskauer Zeit im russischen Staatsfernsehen an die Bürger Russlands und der Ukraine, die Streitkräfte der beiden Staaten und die internationale Gemeinschaft. Er verkündete, dass Russland die Volksrepublik Donezk und die Volksrepublik Lugansk, die es völkerrechtlich anerkannt hatte, auf Grundlage von Artikel 51 der UN-Charta verteidigen und eine „Spezialoperation“ durchführen werde.
Die Ukraine habe einen Völkermord an russischsprachigen Einwohnern der Region zu verantworten, bei der Regierung der Ukraine handele es sich um Neonazis unter westlicher Kontrolle, die Ukraine würde Atomwaffen entwickeln und die NATO würde zur Bedrohung Russlands militärische Infrastruktur in der Ukraine errichten.
Putin behauptete, der Überfall sei eine Verteidigungsmaßnahme, welche die „Demilitarisierung und Entnazifizierung der Ukraine“ zum Ziel habe. Russland würde überdies auch keine Pläne haben, ukrainisches Territorium dauerhaft zu besetzen. Drittstaaten, die einzugreifen versuchen würden, drohte er weitreichende Konsequenzen an.

## Folgen
Innerhalb weniger Minuten nach Putins Fernsehansprache gab es erste Explosionen in Kiew, Charkiw, Odessa und im Donbass. Um ca. 05:00 Uhr Kiewer Zeit begannen die russischen Luft- und Weltraumkräfte sowie die Russische Marine mit Raketen- und Bombenangriffen auf ukrainische Militäreinrichtungen. Zeitgleich marschierte das Russische Heer aus verschiedenen Stoßrichtungen, auch von der besetzten Krim und von belarussischem Territorium aus, in die Ukraine ein.